# Tarse (ville)
Pour les articles homonymes, voir Tarse.
Tarse (en turc : Tarsus, en grec moderne : Ταρσός / Tarsós, en arménien : Տարսոն / Tarson, en hébreu : טרסוס / Ṭarsos, en arabe : طَرَسُوس / Ṭarsūs et en hittite : Tarsa) est une ville de la région historique de Cilicie (en turc : İçel), en Turquie, dans l'actuelle province de Mersin.
Vieille d'une histoire de 6000 ans, Tarse est un lieu important pour de nombreuses civilisations à travers les siècles.
Tarse était la capitale de la province romaine de Cilicie, et est surtout connue pour être la ville d'origine de saint Paul, un des personnages les plus importants de l'histoire du christianisme.

## Situation
Tarse est située sur la rivière Tarsus (ou rivière de Berdan appelée Cydnus durant l'antiquité). À l'origine, Tarse était un port maritime important. Aujourd'hui, ce port se trouve à une quinzaine de kilomètres à l'intérieur des terres, à cause d'un envasement important.
Elle succède à un village fortifié qui a été construit durant la période néolithique et détruit des suites d'un conflit armé considéré comme l'un des tout premiers du Croissant fertile après celui de Qermez Dere en Djezireh irakienne.

## Étymologie
L'ancien nom de la ville, Tarsos, dérivé du nom hittite de Tarsa, est possiblement un dérivé du dieu païen Tarku à l'époque où les Hittites dominaient la région.
La première mention historique de la ville apparaît dans des textes akkadiens sous l'ère néo-assyrienne sous le nom de Tarsisi.
Durant la période hellénistique, la ville porte le nom d'Antioche sur le Cydnus (en grec moderne : Αντιόχεια του Κύδνου et en latin : Antiochia ad Cydnum), pour la distinguer de l'Antioche sur l'Oronte syrienne.
Les Romains appelaient également la ville du nom de Juliopolis, puis Darson en arménien occidental et Tarson en arménien oriental.

## Histoire

### Antiquité

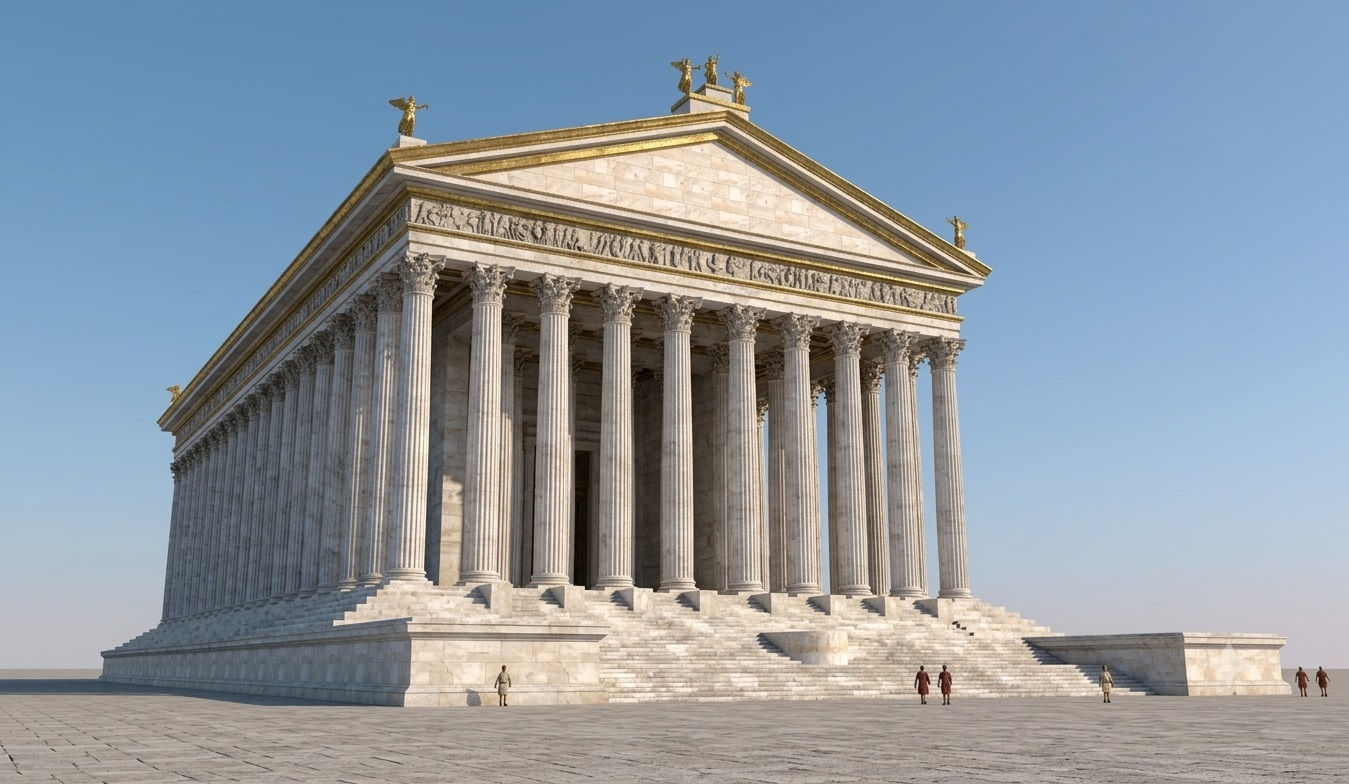
Restitution du Grand Temple romain de Tarse dans l'Antiquité.

D'origine hittite, comme la plupart des villes de Cilicie, Tarsus fut tour à tour assyrienne, perse, grecque, romaine, byzantine, arabe, arménienne et, pour terminer, ottomane et turque.
La ville fut un haut lieu de la philosophie stoïcienne.
Marc Antoine, lors du second triumvirat, y établit sa capitale après la bataille de Philippes. Tarse est aussi connu pour être le lieu de la première rencontre entre Cléopâtre et Marc Antoine. Les soubassements du plus grand temple romain actuellement connu sont conservés, il ne s'agit que des fondations et de la structure du podium. 
Elle abrita l'une des premières églises chrétiennes d'Asie Mineure. Tarse est la ville natale de saint Paul, dit de Tarse, un juif et citoyen romain du nom de Saul. En 2008-2009, Tarse a célébré les 2 000 ans de l'apôtre, qui, sur les routes d'Anatolie, a porté la parole du Christ.
Ville prospère à l'époque romaine, Tarse était réputée pour le tissage de la toile.
Trois conciles ecclésiastiques se tinrent à Tarse en 431, 435 et 1177. Elle est un ancien archevêché.

### Moyen Âge
Théodore de Tarse (né en 602, mort le 19 septembre 690) fut le septième archevêque de Cantorbéry.
C'est près de Tarse que mourut le calife abbaside Al-Ma'mūn en 833, ce qui explique la présence de sa sépulture dans la mosquée de Tarse. 
Durant la première croisade, Tarse fut prise par les Croisés aux Seldjoukides en 1097.
Plus tard, elle fut annexée en 1173 par les Arméniens. Léon II fut couronné roi d'Arménie en 1199 dans la cathédrale de Tarse.
La ville fut conquise en 1359 par les Mamelouks d'Égypte (fin du royaume d'Arménie en 1375) puis par les Ottomans en 1515.

## Économie
Depuis les années 1920, Tarse produit du coton.

## Éducation
Dans la ville se trouve le Tarsus American College, un des plus vieux lycées de Turquie.

## Sport
La ville possède deux stades de football, Le Stade de la ville de Tarse et le Stade Burhanettin Kocamaz.
Le club de football de la ville est le Tarsus İdman Yurdu.

## Personnalités liées à la ville
- Athénodore le Cananite (-74 - 7), philosophe stoïcien
- Chrysippe (né au IIIe siècle av. J.-C. et originaire de Tarse), philosophe stoïcien.
- Antipatros (né à Tarse au IIe siècle av. J.-C.), philosophe stoïcien.
- Diogène de Tarse, philosophe épicurien du IIe siècle av. J.-C.
- Saint Paul (né à Tarse au Ier siècle), apôtre du Christ.
- Hermogène (né à Tarse au IIe siècle), théoricien.
- Florien (mort en septembre 276) tué par ses soldats.
- Théodore de Cantorbéry (né à Tarse en 602), archevêque de Cantorbéry.
- Al-Ma’mūn (mort près de Tarse en 833), calife abbasside.
- Hugues Ier de Vermandois (mort à Tarse en 1101), comte de Vermandois, croisé.
- Nersès de Lampron (1153-1198), archevêque arménien de Tarse.
- Emine Ülker Tarhan (née à Tarse en 1963), juriste et femme politique turque.

## Galerie

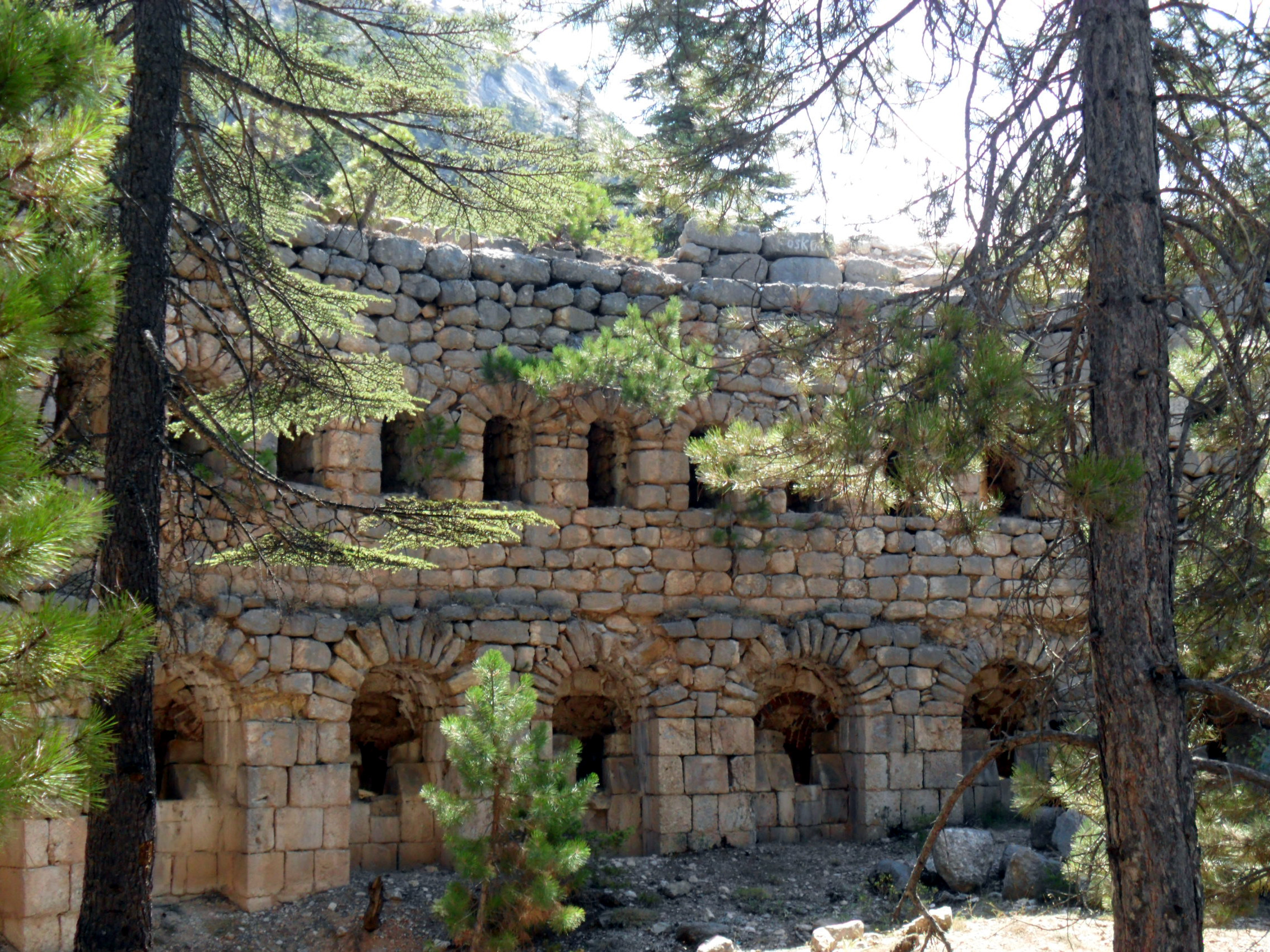
Casemate d'Ibrahim Pasha.
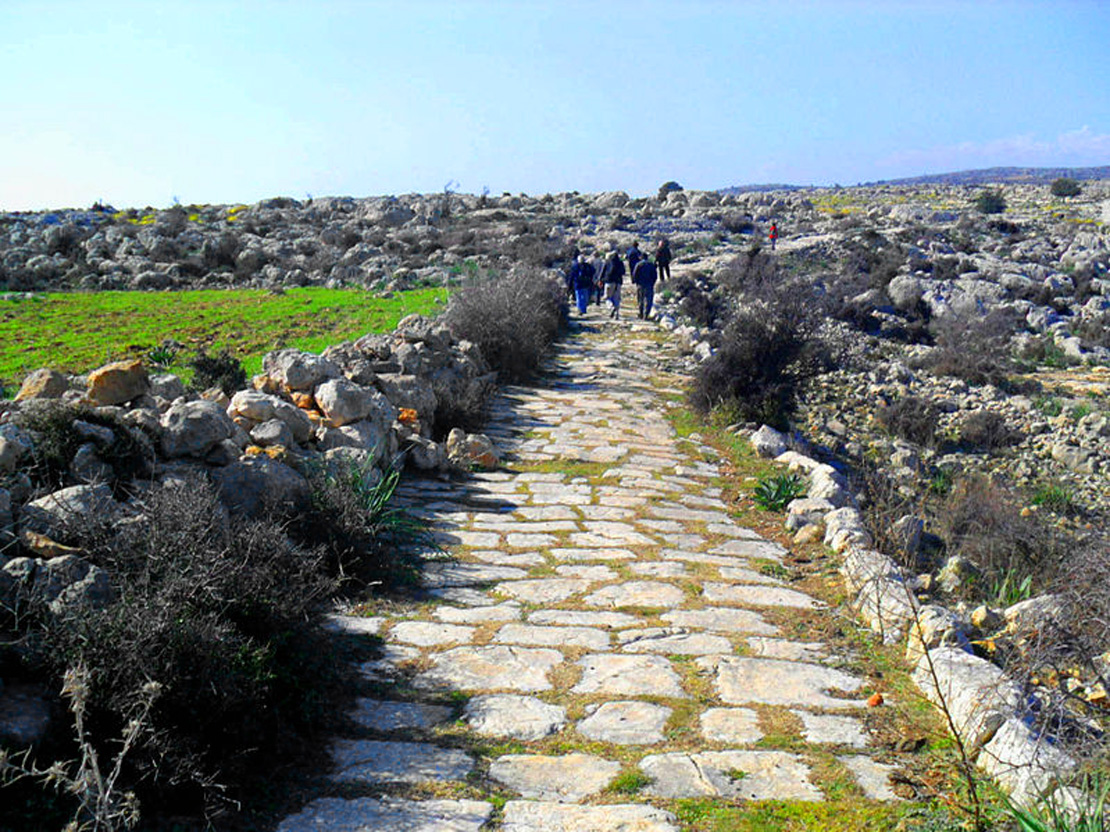
Route romaine.
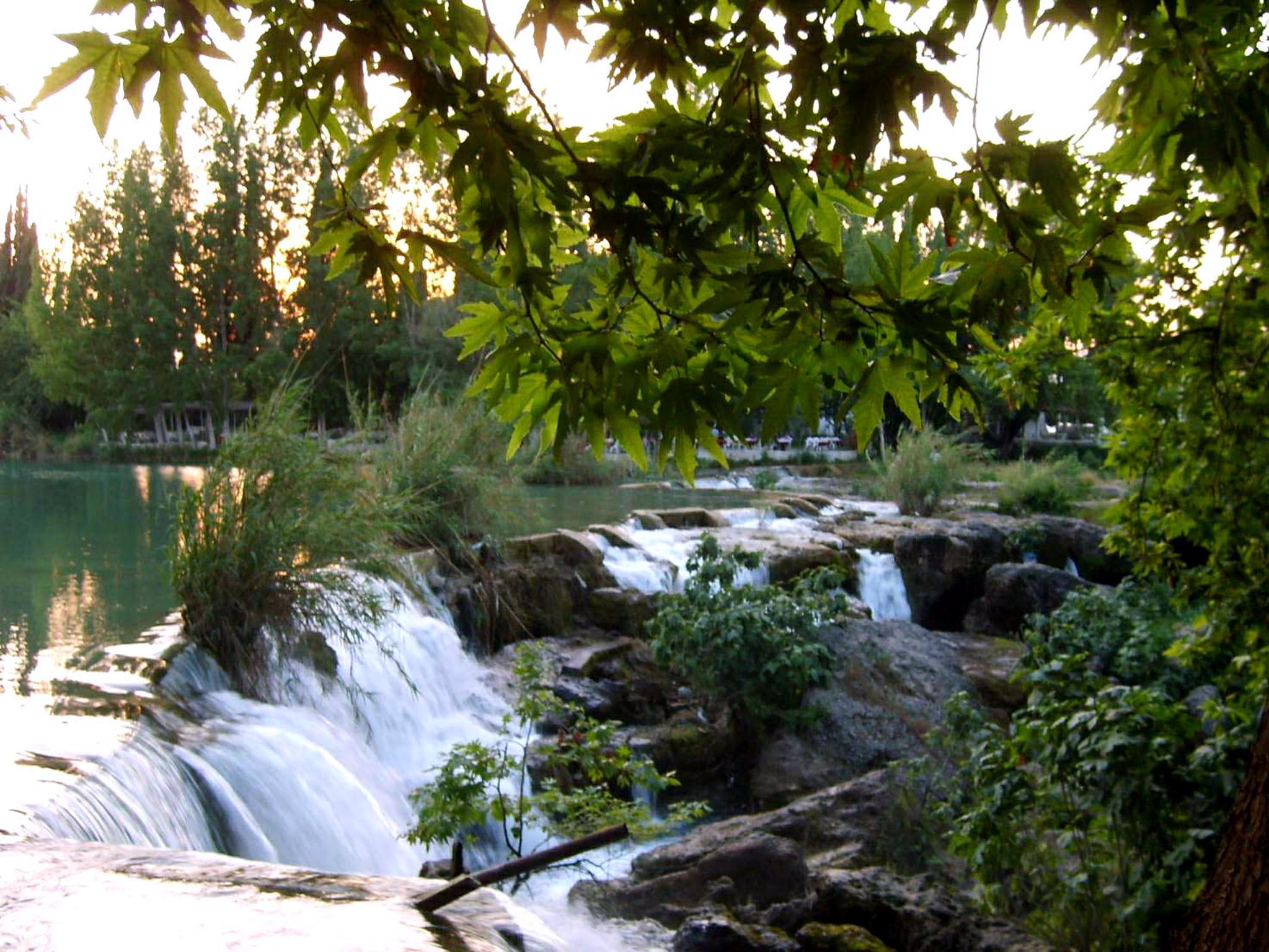
Chutes d'eau de Berdan.
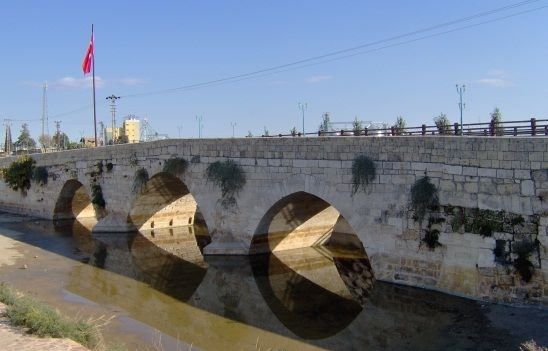
Pont Baç.
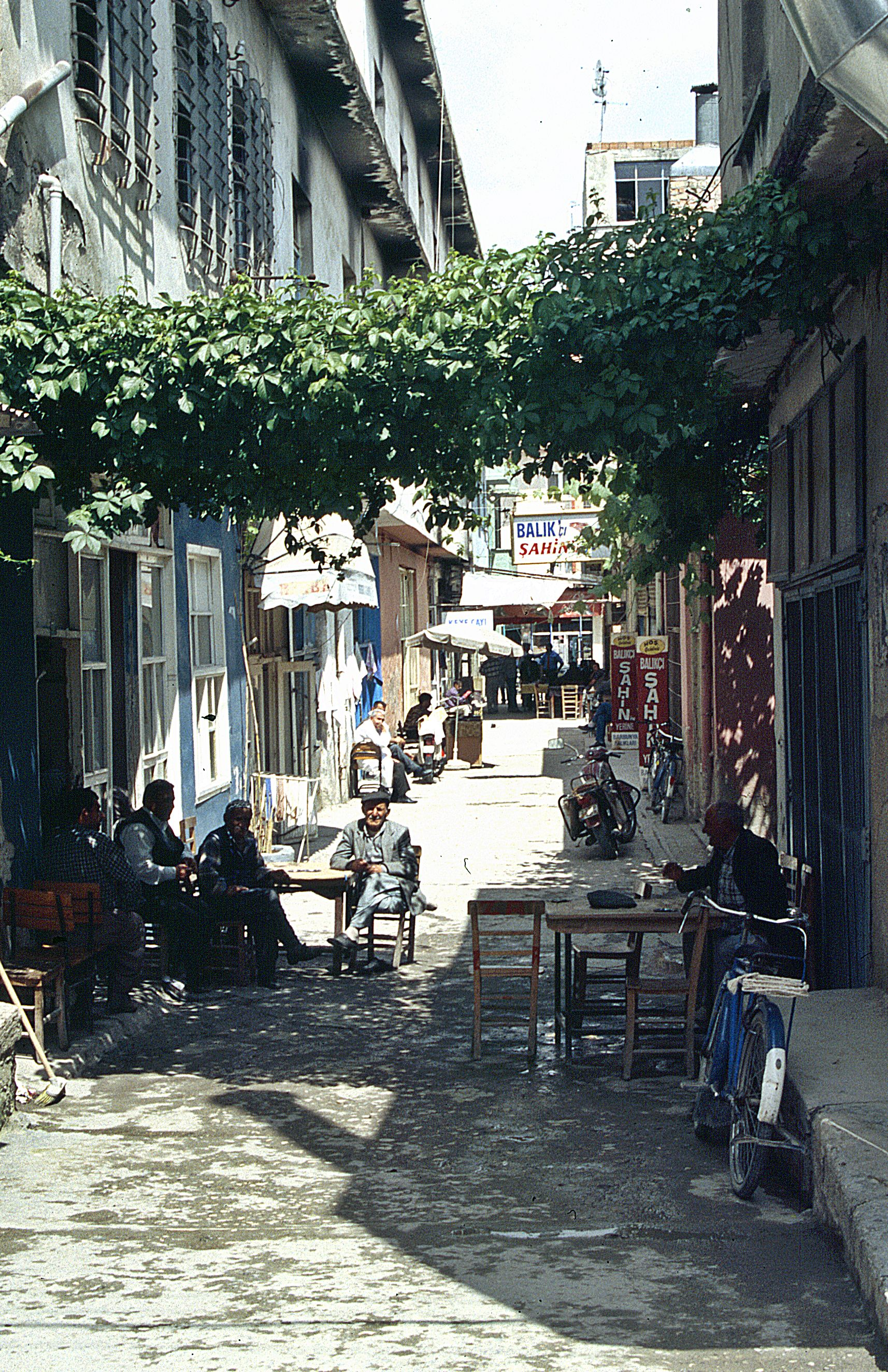
Ruelle de Tarse.
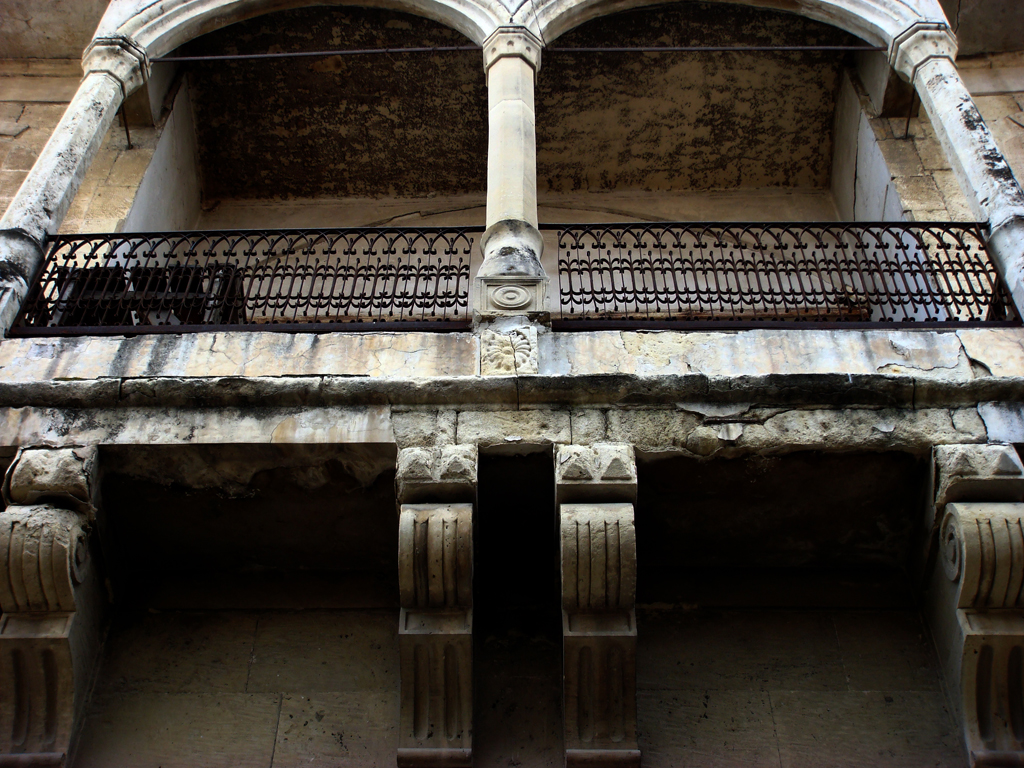
Balcon ancien à Tarse.
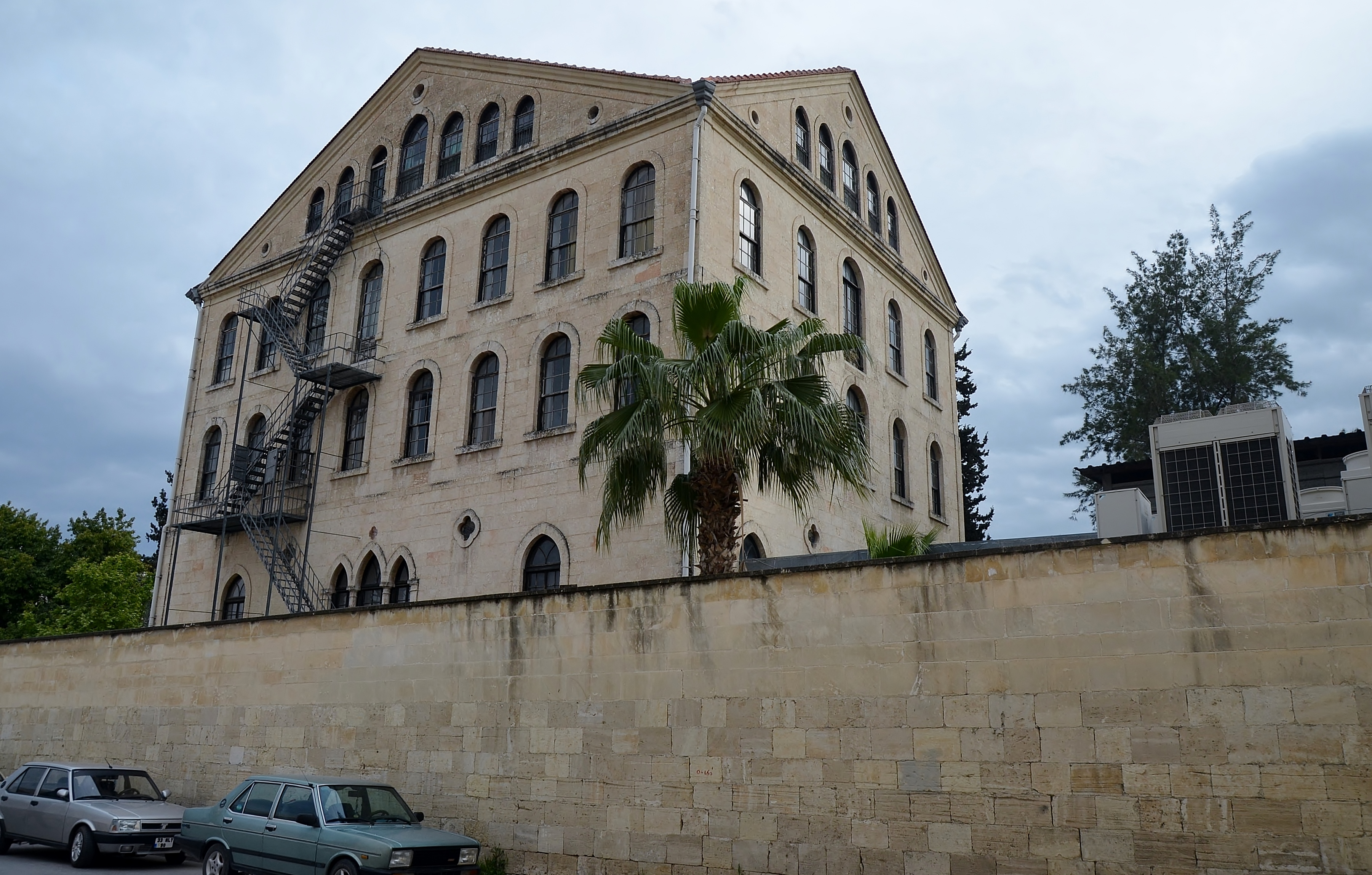
Le Tarsus American College.
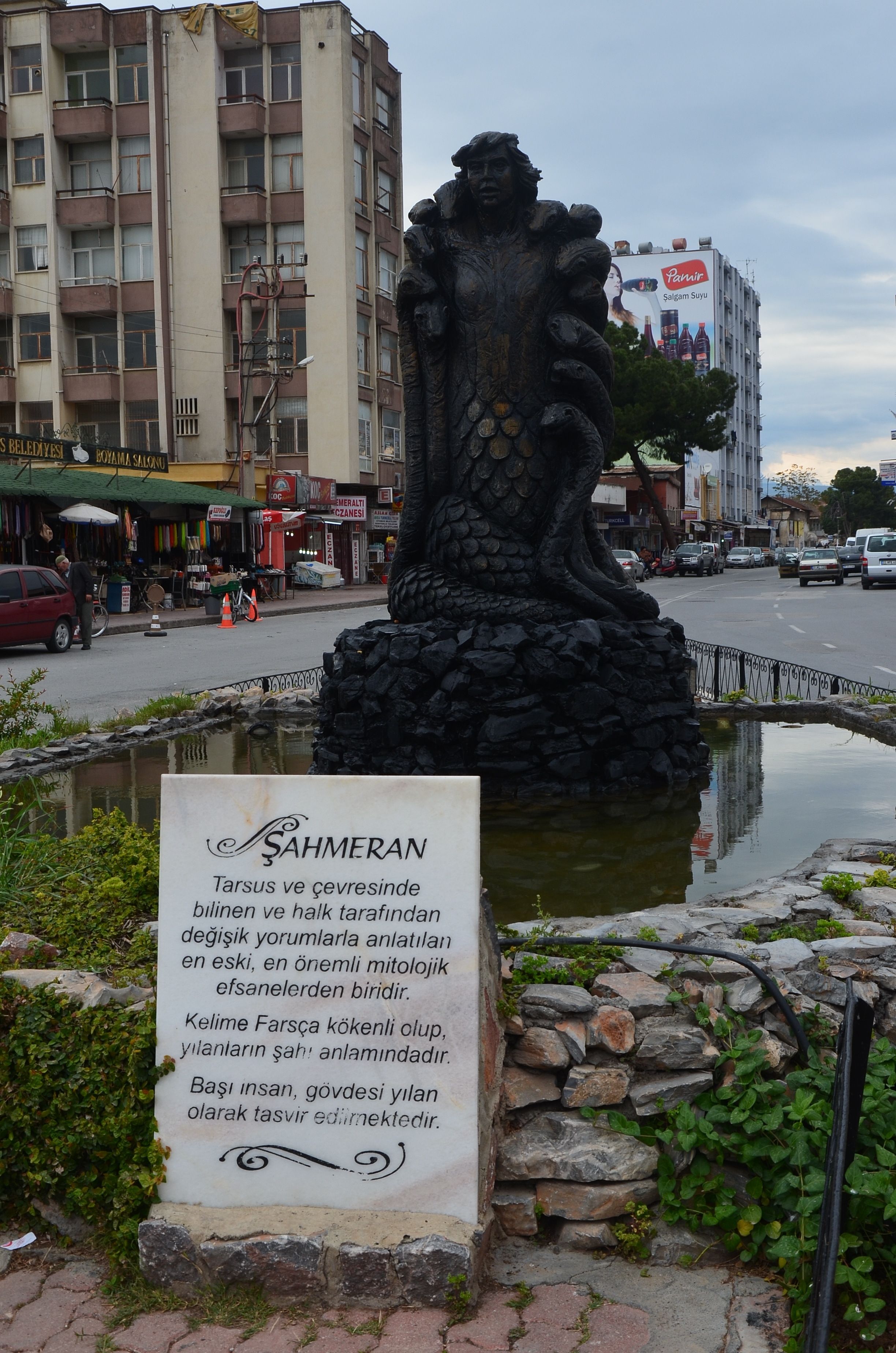
Statue de Shahmeran (mythologie).
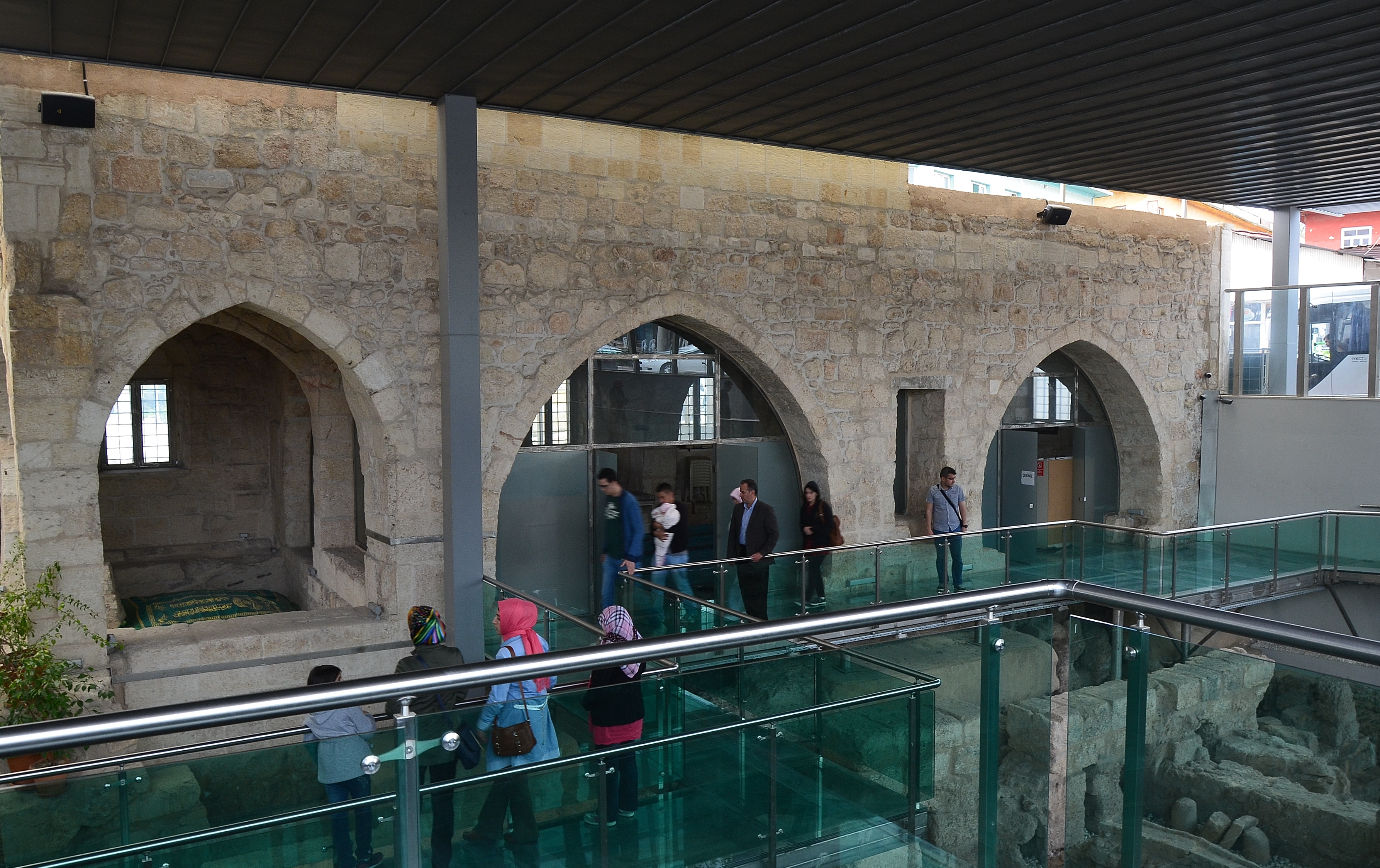
Ruines de la mosquée de Makam-ı Danyal.
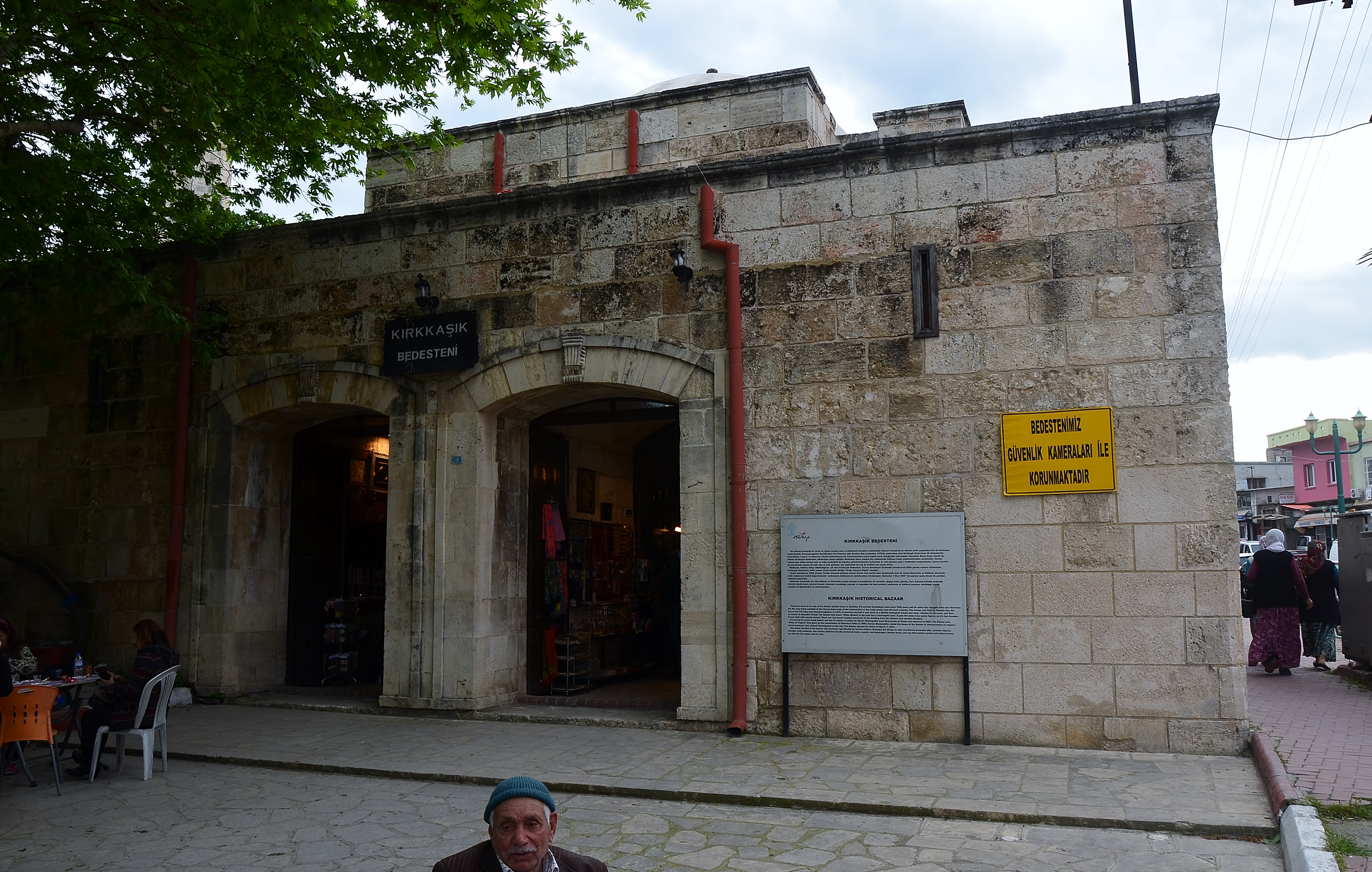
Kırkkaşık Bazaar.